# Hanan al-Xaikh
Hanan al-Xaykh (àrab: حنان الشيخ, Ḥanān ax-Xayẖ) (Beirut, Líban, 12 de novembre de 1945) és una escriptora libanesa. La literatura d'al-Xaykh segueix les petjades d'autores contemporànies àrabs com Nawal al-Sa'dawi, les quals qüestionen els rols de la dona en l'estructura social tradicional de l'Orient Mitjà àrab. El seu treball està fortament influenciat pel control patriarcal que ella mateixa va experimentar, no només per part del seu pare i germans, sinó també en l'entorn tradicional en el qual va créixer. Com a resultat, la seva obra desafia les nocions tradicionals de sexualitat, obediència, modèstia i relacions familiars. Ho veiem clarament en llibres com The Story of Zahra, Women of Sand and Myrrh o Only in London. A més de la seva prolífica obra sobre la condició de la dona i sobre crítica social, Hanan al-Xaykh també forma part d'un grup d'autors que escriuen i posen veu al que va ser la guerra civil libanesa.

## Biografia
Hanan al-Xaykh va néixer en una família xiïta i es va criar a Ras al-Naba, un barri conservador de Beirut. Quan era petita, la seva mare va abandonar-los per poder estar amb el seu amant. Anys més tard la seva mare li explicaria que havia estat forçada a casar-se quan tenia tan sols nou anys.
Hanan al-Xaykh va cursar els estudis primaris a una escola musulmana per a noies, i més tard va estudiar a l'Ahliyyah School for Girls. Va començar a escriure de ben jove i als 16 anys ja li havien publicat diversos articles al diari libanès An Nahar. L'any 1963 va iniciar els estudis universitaris a l'American College for Girls a la ciutat del Caire. Es va graduar tres anys més tard i va tornar a Beirut. Allà va treballar com a periodista al mateix diari d'An Nahar, a la televisió i a la revista femenina Al-Hasna.
Quan es va enamorar, desafiant un cop més les tradicions i malgrat l'oposició del seu pare, es va casar amb un cristià.Quan esclatà la guerra civil del Líban es van traslladar a l'Aràbia Saudita. El 1982 es van instal·lar a Londres, on resideixen actualment amb els seus dos fills.

## Obra literària
La literatura de Hanan al-Xaykh, traduïda a una vintena d'idiomes, qüestiona el sistema patriarcal que impera en algunes societats àrabs i posa en evidència el paper que hi juga la dona. Tracta temes com la sexualitat, les relacions d'opressió i obediència, el conservadorisme i el pes de la família. En algunes obres també apareix la guerra civil libanesa, rerefons en què explora la capacitat humana per sobreposar-se a les dificultats.
Hanan al-Xaykh es va donar a conèixer internacionalment amb novel·les com Hikayat Zahrah (La història de Zahra) i Misk al-Ghazal (El mesc de la gazela). A més de la desinhibició que caracteritza la seva obra, l'estil d'al-Xaykh destaca per l'expressivitat de la descripció, els detalls i l'ús de la primera persona.
Alguns dels seus llibres estan prohibits en els països àrabs més conservadors i, en d'altres, són difícils d'adquirir perquè la censura no ha permès l'entrada de les traduccions.
Va publicar la seva primera novel·la l'any 1970, Intihar rajul mayyit (Suïcidi d'un home mort), en què el narrador és un home de mitjana edat obsessionat amb una jove. A través d'aquesta història, es presenta una visió crítica de la societat patriarcal i les relacions de poder entre dones i homes.
La segona obra, Faras al-shaitan (El cavall del diable, 1971), va ser escrita mentre vivia al Golf Pèrsic i s'inspira en la seva experiència personal, incloent la figura religiosa del seu pare i el seu matrimoni.
El 1980, al-Xaykh va autopublicar Hikayat Zahrah (La història de Zahra), una de les seves obres cabdals, amb la qual va obtenir prestigi i reconeixement internacional. Aquesta novel·la no va ser acceptada per cap editorial libanesa i es va prohibir a la majoria de països àrabs. L'escriptora hi aborda qüestions com l'avortament, el divorci i la promiscuïtat, tot desafiant la prevalença de l'estructura patriarcal. La història és protagonitzada per la jove Zahra, una libanesa que intenta sobreviure al seu país, devastat per la guerra civil i sotmès a una forta opressió social i religiosa.
A més de novel·la, al-Xaykh també ha conreat el conte. En són dos exemples: Wardat al-sahra: qisas qasirah (1982) i 'La catifa persa' dins el recull Relats breus àrabs (1983).
La seva següent novel·la, escrita ja a Londres, és Misk al-Ghazal (El mesc de la gazela, 1988), que explora la repressió sexual imposada per la societat. Ho fa plasmant la vida de quatre dones que viuen en un país no identificat de l'Orient Mitjà. Dues d'elles són d'aquest país anònim, la tercera és libanesa i la quarta, americana. Cadascuna afronta l'ordre patriarcal i els constrenyiments de la societat amb una perspectiva diferent. El resultat és un retrat coral expressat en primera persona. La novel·la també va despertar recels, ja que conté escenes de relacions sexuals entre dones.
L'autora també va escriure dues obres de teatre a la dècada dels 90: Dark Afternoon Tea i Paper Husband. 
L'obra Barid Bayrut (Correu de Beirut, 1992) transcorre durant la guerra civil libanesa i conté deu cartes escrites per Asmahan, una dona musulmana que les adreça a persones concretes, vives o mortes, o a llocs. Enmig de la desolació del conflicte, la correspondència posa en relleu la resiliència de l'ésser humà, que aflora en les condicions més extremes.
Amb el recull de relats Aknus al-shams an al-sutuh (Escombro el sol dels teulats, 1994), al-Xaykh il·lustra la complexitat del món àrab contemporani i reprèn el tema de la condició de la dona.
A la novel·la Innaha Lundun, ya azizi (Això és Londres, estimat, 2000) l'autora adopta un to més còmic i se centra en uns personatges musulmans que viuen a Europa, però que es troben a mig camí entre el país d'acollida i el seu país d'origen. És el cas d'una prostituta marroquina, d'un libanès homosexual i també de la Lamis, una iraquiana divorciada que manté una aventura amorosa amb un anglès.
Hikayati charh yatul (La meva història és una explicació que s'allarga, 2005) narra la història real de la seva mare, que va deixar enrere un matrimoni infeliç per viure amb el seu amant.
Sota el títol One Thousand and One Nights: A New Re-Imagining (Les mil i una nit: una nova revisitació, 2011), al-Xaykh presenta, en anglès, una selecció personal de dinou relats del clàssic Les mil i una nits.

## Premis
L'any 1992 Misk al-Ghazal (El mesc de la gazela) va ser considerat un dels 50 millors llibres per Publishers Weekly. El 1995, Barid Bayrut (Correu de Beirut) va ser escollida als Estats Units com una de les 50 novel·les més importants. Innaha Lundun, ya azizi (Això és Londres, estimat) va ser preseleccionada per a l'Independent Foreign Fiction Prize l'any 2002.
Just després de ser traduïda al francès, Hikayat Zahrah (La història de Zahra) va ser guardonada amb un premi de la revista Elle l'any 2005. Hikayati charh yatul (La meva història és una explicació que s'allarga) va ser premiada amb el Prix du Roman Arabe el 2011, atorgat pel Consell d'Ambaixadors Àrabs a França.